# Kuno von der Goltz
Pour les articles homonymes, voir Goltz.
Alexander Eduard Kuno baron von der Goltz (né le 2 février 1817 à Wilhelmsthal et mort le 29 octobre 1897 à Fülme) est un général prussien d'infanterie et député du Reichstag de la Confédération de l'Allemagne du Nord.

## Biographie

### Origine
Kuno est issu de la famille von der Goltz de la branche Groß-Lauth. Il est le fils de Karl baron von der Goltz (1769-1844) et de son épouse Henriette Magdalene, née de Genée (1779-1854). Son père est un Rittmeister prussien seigneur de Kramionken dans l'arrondissement de Sensburg (de) et maire de Strelno.

### Carrière militaire
À partir de septembre 1828, Goltz étudie aux écoles de cadets de Culm et de Berlin. Il est ensuite transféré au 1er régiment de grenadiers de l'armée prussienne en tant que second lieutenant le 14 août 1834. Avec ce régiment, Goltz participé aux batailles de Schleswig et d'Appenrade en tant que premier lieutenant pendant la guerre contre le Danemark en 1848. Après son déploiement, Goltz est transféré au 1er régiment de la Landwehr de la Garde le 18 novembre 1848 et sert comme commandant de compagnie au sein du 2e bataillon. Six mois plus tard, il rejoint à nouveau le 4e régiment de la Garde-Landwehr en tant que commandant de compagnie et prend part à la répression de la Révolution de Bade. Goltz participé à des combats à Wiesenthal, Kirchheimbolanden, Neudorf et Kuppenheim et reçoit pour ses exploits le 20 septembre 1849 l'ordre de l'Aigle rouge de 4e classe avec des épées. Peu de temps après, Goltz retourne au 1er régiment de grenadiers. Après un commandement de trois mois en tant qu'officier d'état-major au sein de la 2e division de la Garde est finalement promu capitaine le 14 octobre 1851 et nommé simultanément commandant de compagnie. En 1857, il est transféré au bataillon de tirailleurs de la Garde (de), puis il a rejoint l'état-major général du 1er corps d'armée en tant que major le 8 mai 1858, ainsi que l'état-major général de la 1re division d'infanterie. En mai 1862, Goltz retourne au service des troupes et reçoit le commandement du 2e bataillon du 15e régiment d'infanterie (de) en tant que lieutenant-colonel.
Dans la guerre des Duchés en 1864, Goltz dirige son bataillon dans les batailles de Rackebüll et Lillemölle ainsi que dans l'assaut sur la redoute de Düppel. Pour la traversée réussie à Alsen et la défaite des troupes danoises à Kjär (de) et Sønderburg, Goltz est décoré de l'Ordre Pour le Mérite le 14 août 1864.
En position à la suite, Goltz est chargé du commandement du 15e régiment d'infanterie le 21 novembre 1864, nommé commandant du régiment le 18 avril 1865, et promu colonel deux mois plus tard. Dans la guerre austro-prussienne en 1866, Goltz participe à la campagne du Main. Pour ses réalisations dans cette campagne, il reçoit les feuilles de chêne pour la Pour le Mérite. Dans cette campagne, il mène la bataille de Friedrichshall, dans laquelle il combat pour la traversée de la Saale avec deux bataillons.
Promu général de division en juillet 1869, il prend en charge la 26e brigade d'infanterie (de) à Münster, qui se compose de son ancien régiment et du 55e régiment d'infanterie « comte Bülow von Dennewitz ». Dans la guerre franco-prussienne, il combat dans le 7e corps d'armée sous les ordres de Heinrich Adolf von Zastrow, dans le cadre de la 1re armée (de) du général von Steinmetz. Son commandant de division Adolf von Glümer empêche la brigade de s'engager dans la bataille de Forbach-Spicheren. Cependant, Goltz mène la poursuite en direction de Forbach, pour laquelle il reçoit la Croix de fer de 2e classe. L'engagement le plus important de la brigade est peut-être le 14 août 1870, son attaque musclée précipite la bataille de Borny-Colombey. Un engagement mineur se transforme en la première des trois batailles appelées plus tard les Journées sanglantes de Metz. Les pertes de sa brigade s'élèvent à 1 028 soldats tués et blessés. Son attitude hautaine est couverte par ses supérieurs après la victoire. Il est décoré de la Croix de fer de première classe.
Après la chute de Metz, Goltz reçoit le commandement d'unités supplémentaires, dont deux régiments de cavalerie. Cette unité, désormais également appelé "détachement Goltz" a combat au sein du 14e corps d'armée sous les ordres d'August von Werder contre l'armée des Vosges sous les ordres de Giuseppe Garibaldi. Sans succès, il assiège la citadelle de Langres, où se trouvent 3 000 soldats. En janvier 1871, il en est retiré pour soutenir von Werder contre l'Armée de l'Est sous les ordres de Charles Denis Bourbaki. Il participe à la bataille de Villersexel et à la bataille d'Héricourt. Cette bataille est suivie par la poursuite très réussie des troupes de Bourbaki, qui se termine par le passage et l'internement de 87 000 hommes en Suisse neutre. Le nouveau siège prévu de Langres n'a pas lieu en raison de l'armistice.
Après la fondation de l'Empire allemand (de), Goltz est nommé inspecteur des chasseurs et carabiniers en mai 1871 et est chargé de la gestion du corps équestre de la police militaire. Goltz est libéré de ces fonctions le 11 avril 1873 puis affecté au commandement de la 1re division à Königsberg. Après sa promotion au grade de lieutenant général, il est nommé commandant de division le 25 novembre 1873. En décembre 1877, il prend le commandement de la 13e division d'infanterie à Münster, qui comprend également son régiment de 1866 et sa brigade de 1870/71. Le 13 mars 1880, Goltz est mis à disposition avec l'attribution du caractère de général d'infanterie avec pension.
Le 12 septembre 1889 à l'occasion de la parade impériale du 7e corps d'armée sur le lande de Minden, il est placé à la suite du 15e régiment d'infanterie par ordre du cabinet (AKO)

### Politique
À partir de février 1867, Goltz représente la circonscription de Minden-Lübbecke au Reichstag de la Confédération de l'Allemagne du Nord et au parlement des douanes. Lorsqu'il est nommé major général en 1869, il doit démissionner de ces mandats, mais est réélu lors d'une élection partielle le 9 septembre 1868 et est membre du Parti conservateur. Il est député du Reichstag jusqu'en 1871. Il décède à l'âge de 80 ans.

### Famille
Il se marie le 31 décembre 1849 à Berlin avec Helene baronne von Troschke (1826-1906), fille du lieutenant-général Ernst Maximilian von Troschke. Plusieurs enfants sont sortis du mariage:
- Hedwige (née en 1850)
- Georg (1852–1930), général prussien d'infanterie marié avec Agnes Susanne von Hirsch (1855*1891)
- Maria Magdalena (née en 1855)
- Hans Joachim Rüdiger (né en 1856)
- Marie Elisabeth (1859-1883) marié avec Paulus Andreas Diomed Carl Georg von Schellersheim (né en 1855)